# Palmeho dvůr
Palmeho či Palmův dvůr nebo statek je někdejší selská usedlost v Markvarticích, části města Jablonné v Podještědí. Byla později přestavěná na barokní panský dvůr ve stylu venkovského zámečku. Nachází se na adrese Liberecká 65.

## Dějiny

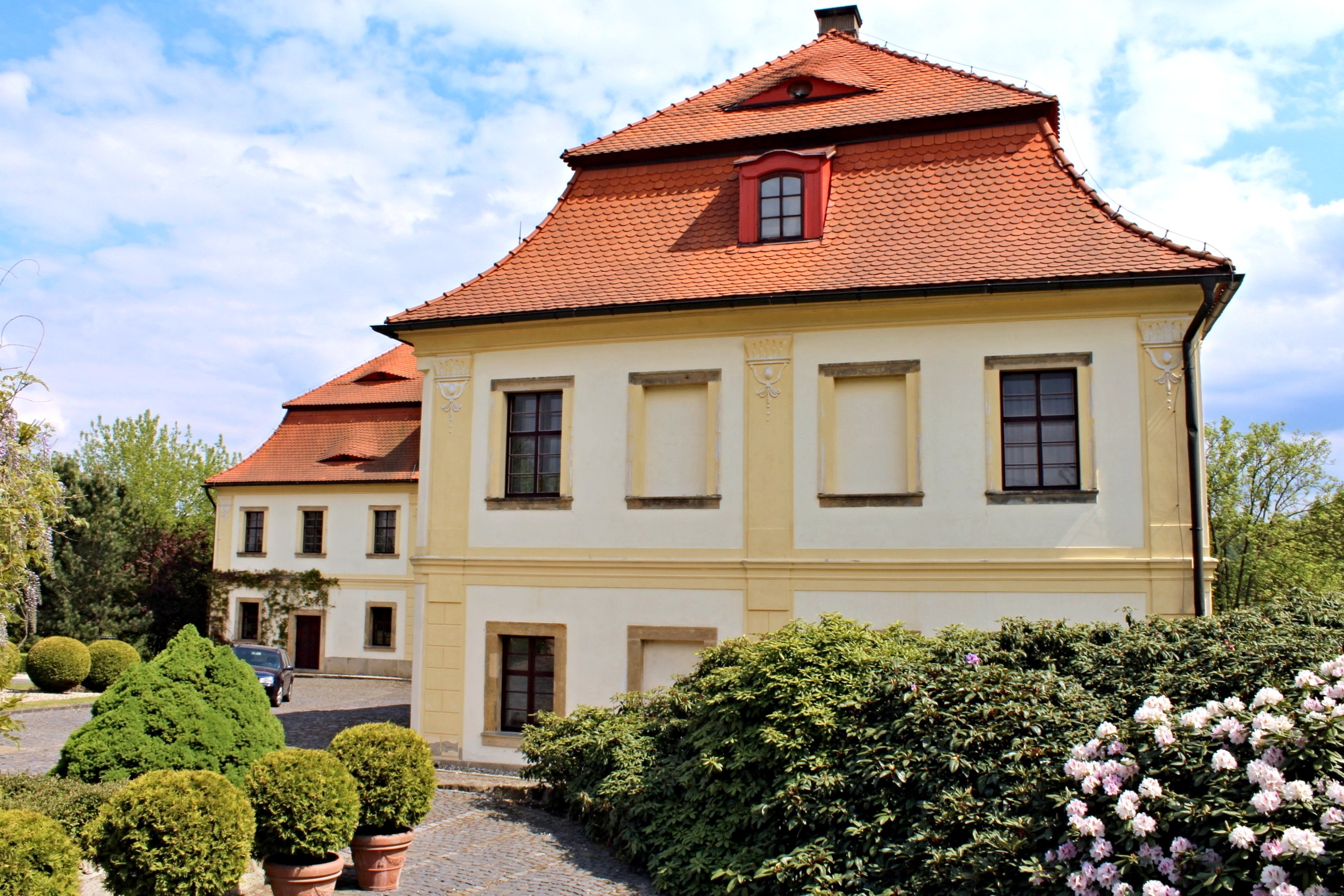
Pohled na budovu dvora

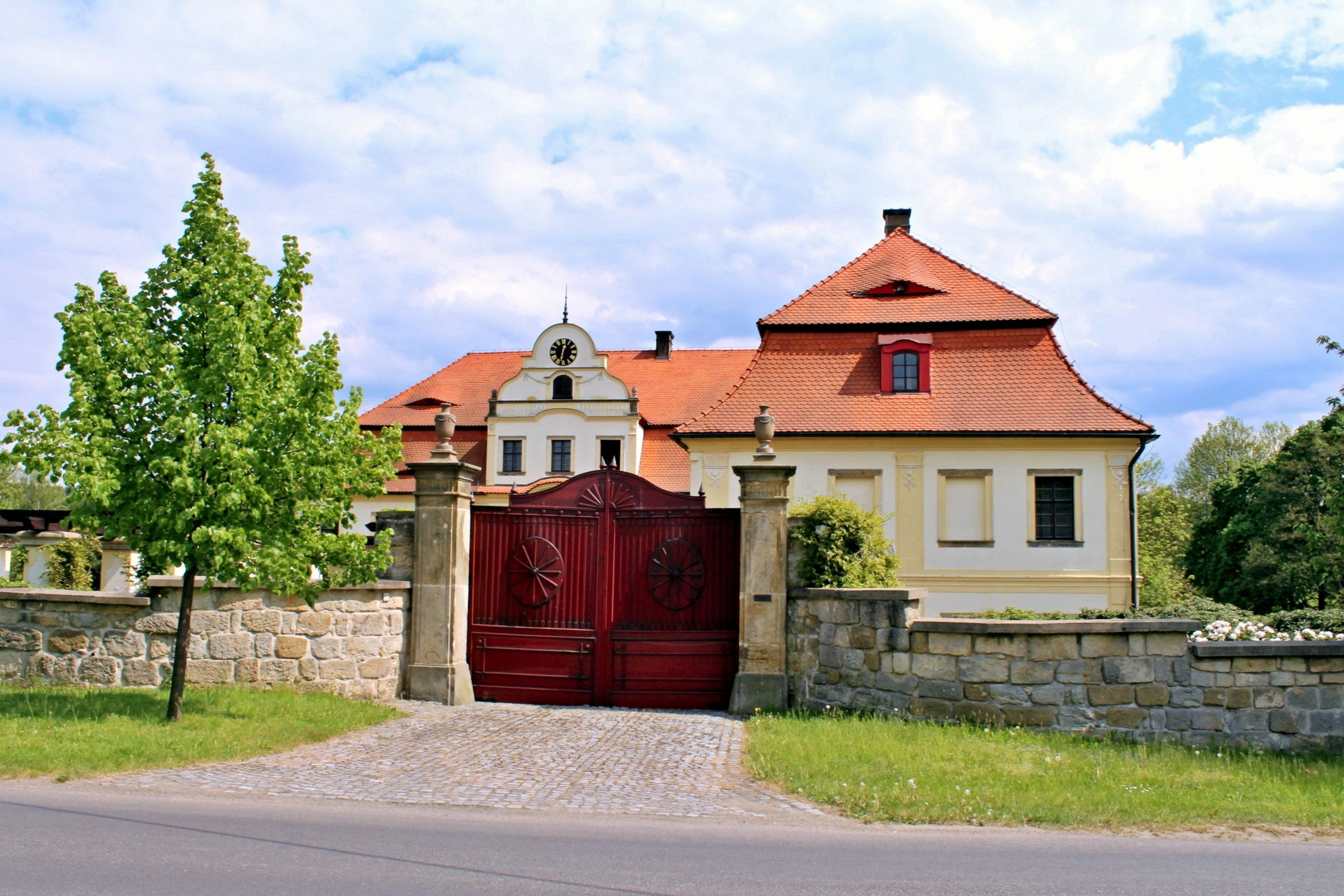
Vstupní část

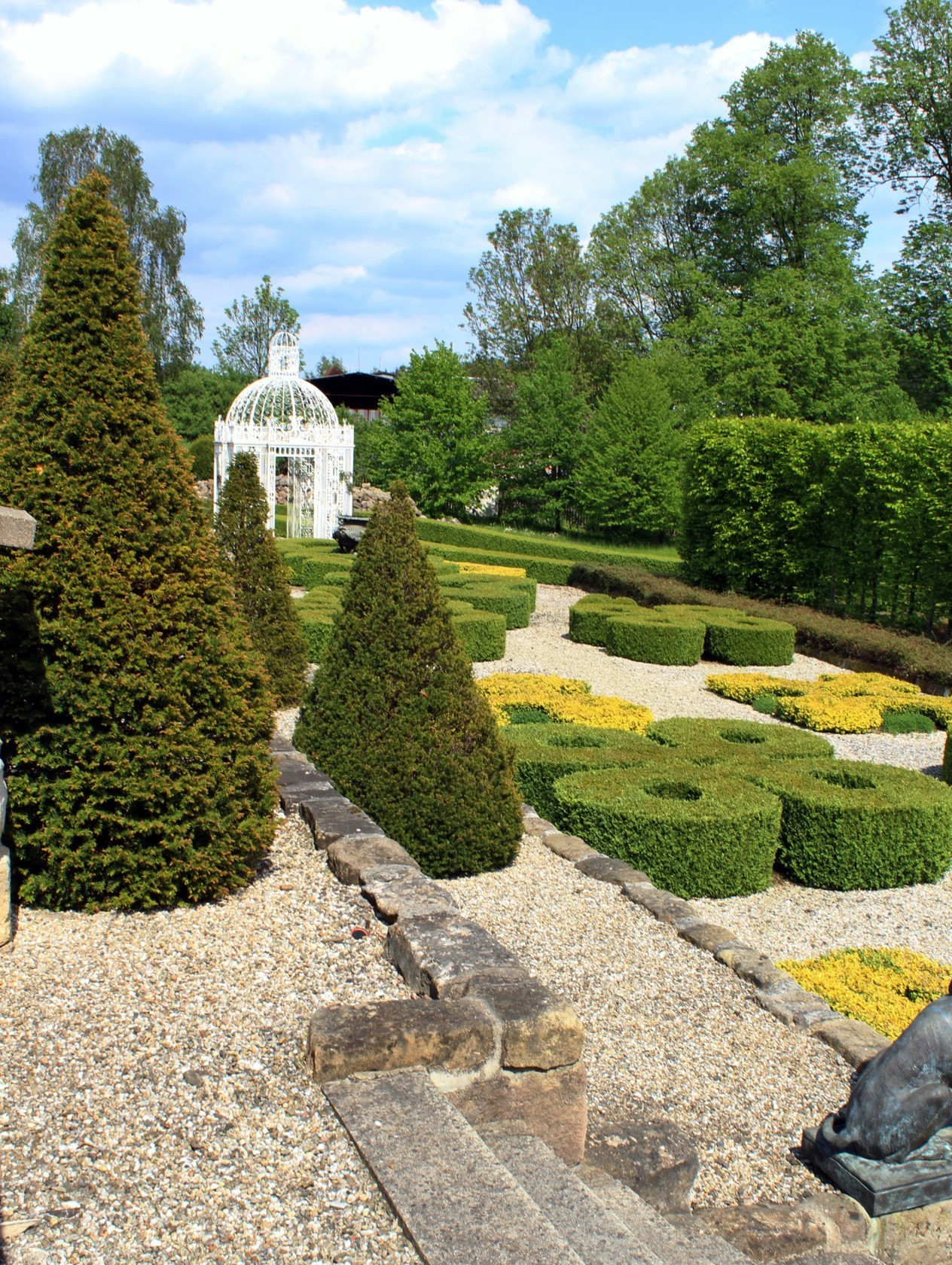
Zahrada

Zámeček nese jméno svého posledního majitele, obchodníka Josefa Palmeho, který jej zakoupil roku 1853. Původně na místě zámečku stávala zemědělská usedlost, o níž je zmínka již z roku 1654, patřící jistému Martinu Neumannovi. Roku 1697 změnila majitele, kterým se stal sedlák a kupec Christoph Lorentz. Jeho vnuk Johann Georg Neumann se roku 1777 vyplatil z poddanství u hraběte Františka Josefa Pachty z Rájova a stal se svobodným obchodníkem. On zřejmě statek přestavěl na honosné sídlo ve stylu pozdního baroka. Okrasné zahrady přibyly při stavebních úpravách objektu v roce 1802.
Po roce 1945 byl objekt zestátněn a v současné době jej vlastní soukromá osoba.